# バルトロ氷河

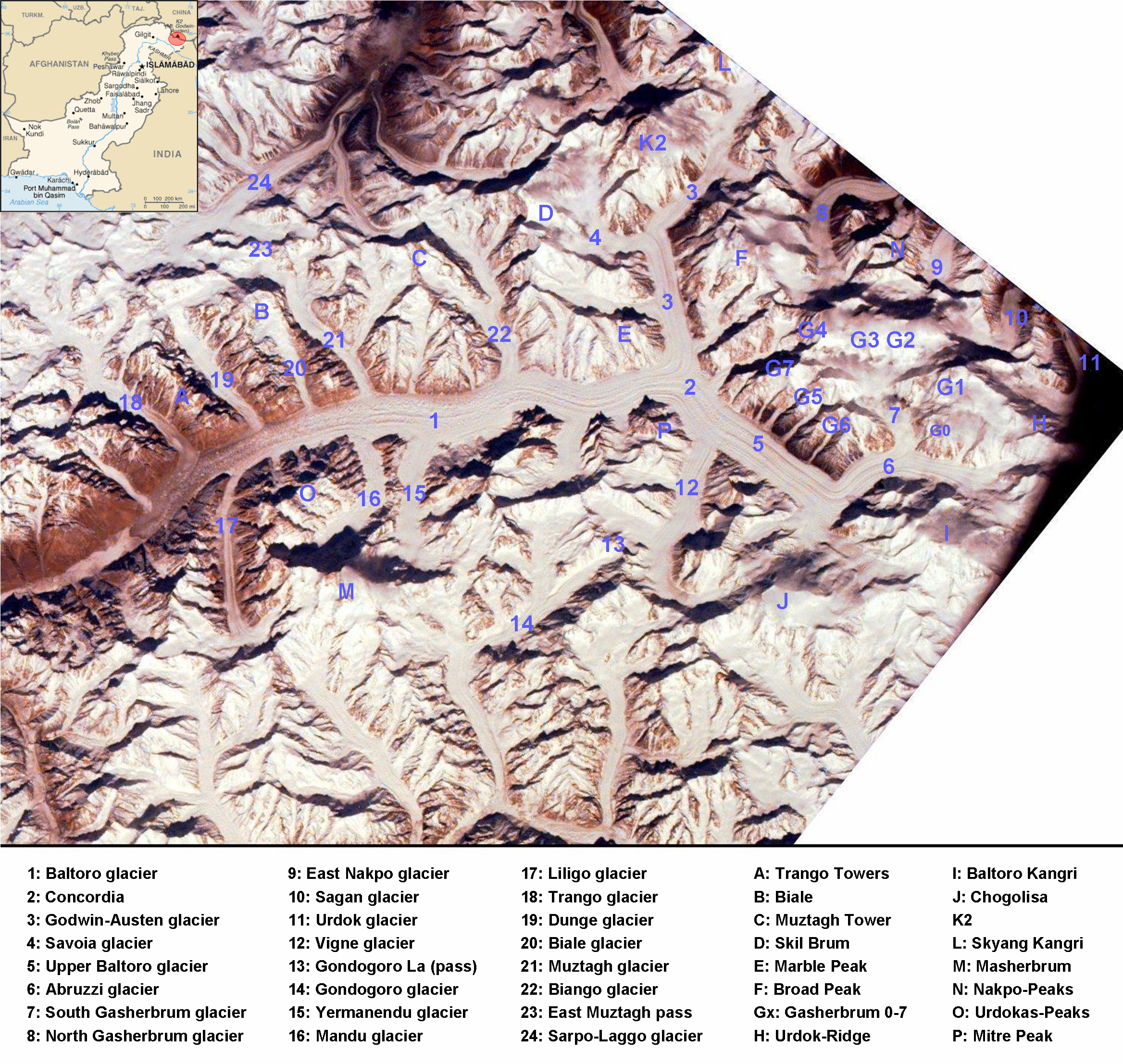
国際宇宙ステーションから見たバルトロ氷河

バルトロ氷河(バルトロひょうが、英: Baltoro Glacier)は、カラコルム山脈中央部にある氷河である。シアカンリ峰西方の雪原に発して西へ、次いで北西へ流れ、標高4720メートルのコンコルディアでゴドウィン・オースティン氷河を合わせた後、北のバルトロ・ムスターグ山脈と南のマッシャーブルム山脈の間をゆるやかな弧を描いて西へ流れる。末端は標高3530メートルの氷舌である。バルトロ氷河の全長は約69キロメートル、幅は最大3キロメートルである。シガール川水系に属するビアホ川の水源である。ビアンジェ氷河、ムスターグ氷河、エルマネンドゥ氷河など支氷河が多い。
インド測量局のゴドウィン・オースティンが1861年に初めてムスターグ氷河合流点まで探検し、コンウェーは1892年にコンコルディアを経てバルトロ・カンリを試登した。1902年のエッケンシュタイン、1909年のアブルッツィをはじめ、多くの探検隊の活躍の舞台となっている。